# Campeonato Cearense de Futsal
O Campeonato Cearense de Futsal é uma competição realizada por clubes de futebol de salão do estado do Ceará desde 1956, organizado pela Federação Cearense de Futsal (FCFS). Tendo o Vargas Filho como o primeiro campeão em 1956, Sumov sendo o maior detentor de títulos com 22 taças e o São João do Jaguaribe o atual campeão.

## Títulos por cidade
| Cidade                | Títulos |
| --------------------- | ------- |
| Fortaleza             | 51      |
| Horizonte             | 6       |
| Camocim               | 2       |
| Russas                | 2       |
| São João do Jaguaribe | 2       |
| Crateús               | 1       |
| Granja                | 1       |
| Iguatu                | 1       |
| Maracanaú             | 1       |
| Mombaça               | 1       |
| Orós                  | 1       |

## Lista dos Campeões
| Edição | Ano  | Campeão                                       | Vice-campeão                                 |  |
| ------ | ---- | --------------------------------------------- | -------------------------------------------- |  |
| 1ª     | 1956 | Vargas Filho (Fortaleza)                      |                                              |  |
| 2ª     | 1957 | América (Fortaleza)                           |                                              |  |
| 3ª     | 1958 | América (Fortaleza)                           |                                              |  |
| 4ª     | 1959 | Francisco Lorda (Fortaleza)                   |                                              |  |
| 5ª     | 1960 | Francisco Lorda (Fortaleza)                   |                                              |  |
| 6ª     | 1961 | Moisés Pimentel (Fortaleza)                   |                                              |  |
| 7ª     | 1962 | Grêmio Lítero-Esportivo Ypiranga (Fortaleza)  | AABB (Fortaleza)                             |  |
| 8ª     | 1963 | Jacarecanga (Fortaleza)                       | Centro Esportivo Moradanovense (Morada Nova) |  |
| 9ª     | 1964 | América (Fortaleza)                           |                                              |  |
| 10ª    | 1965 | América (Fortaleza)                           |                                              |  |
| 11ª    | 1966 | América (Fortaleza)                           |                                              |  |
| 12ª    | 1967 | América (Fortaleza)                           |                                              |  |
| 13ª    | 1968 | América (Fortaleza)                           |                                              |  |
| 14ª    | 1969 | América (Fortaleza)                           |                                              |  |
| 15ª    | 1970 | Sumov (Fortaleza)                             |                                              |  |
| 16ª    | 1971 | Sumov (Fortaleza)                             |                                              |  |
| 17ª    | 1972 | Sumov (Fortaleza)                             |                                              |  |
| 18ª    | 1973 | Frifort (Fortaleza)                           |                                              |  |
| 19ª    | 1974 | Orós (Orós)                                   |                                              |  |
| 20ª    | 1975 | Vargas Filho (Fortaleza)                      |                                              |  |
| 21ª    | 1976 | Sumov (Fortaleza)                             |                                              |  |
| 22ª    | 1977 | Sumov (Fortaleza)                             |                                              |  |
| 23ª    | 1978 | Sumov (Fortaleza)                             |                                              |  |
| 24ª    | 1979 | Arsul (Fortaleza)                             |                                              |  |
| 25ª    | 1980 | Sumov (Fortaleza)                             |                                              |  |
| 26ª    | 1981 | Sumov (Fortaleza)                             |                                              |  |
| 27ª    | 1982 | Sumov (Fortaleza)                             |                                              |  |
| 28ª    | 1983 | Sumov (Fortaleza)                             |                                              |  |
| 29ª    | 1984 | Sumov (Fortaleza)                             |                                              |  |
| 30ª    | 1985 | Sumov (Fortaleza)                             |                                              |  |
| 31ª    | 1986 | AABEC (Fortaleza)                             |                                              |  |
| 32ª    | 1987 | Sumov (Fortaleza)                             |                                              |  |
| 33ª    | 1988 | Círculo Militar (Fortaleza)                   |                                              |  |
| 34ª    | 1989 | Círculo Militar (Fortaleza)                   |                                              |  |
| 35ª    | 1990 | Banfort (Fortaleza)                           |                                              |  |
| 36ª    | 1991 | Sumov (Fortaleza)                             |                                              |  |
| 37ª    | 1992 | Sumov (Fortaleza)                             |                                              |  |
| 38ª    | 1993 | Sumov (Fortaleza)                             |                                              |  |
| 39ª    | 1994 | Sumov (Fortaleza)                             |                                              |  |
| 40ª    | 1995 | Sumov (Fortaleza)                             |                                              |  |
| 41ª    | 1996 | Sumov (Fortaleza)                             |                                              |  |
| 42ª    | 1997 | Sumov (Fortaleza)                             |                                              |  |
| 43ª    | 1998 | Sumov (Fortaleza)                             |                                              |  |
| 44ª    | 1999 | Iguatu (Iguatu)                               |                                              |  |
| 45ª    | 2000 | Sumov (Fortaleza)                             |                                              |  |
| 46ª    | 2001 | Camocim Clube (Camocim)                       | Canindé (Canindé)                            |  |
| 47ª    | 2002 | Camocim Clube (Camocim)                       | Sumov (Fortaleza)                            |  |
| 48ª    | 2003 | Ceará (Fortaleza)                             | Camocim Clube (Camocim)                      |  |
| 49ª    | 2004 | Ceará (Fortaleza)                             | Fortaleza (Fortaleza)                        |  |
| 50ª    | 2005 | Ceará (Fortaleza)                             | Russas (Russas)                              |  |
| 51ª    | 2006 | AFAGU Russas (Russas)                         | Ceará (Fortaleza)                            |  |
| 52ª    | 2007 | ADG Granja (Granja)                           | Horizonte (Horizonte)                        |  |
| 53ª    | 2008 | Fortaleza (Fortaleza)                         | Sumov (Fortaleza)                            |  |
| 54ª    | 2009 | Horizonte (Horizonte)                         | Fortaleza (Fortaleza)                        |  |
| 55ª    | 2010 | Horizonte (Horizonte)                         | Quixeramobim (Quixeramobim)                  |  |
| 56ª    | 2011 | AFAGU Russas (Russas)                         | Alto Santo (Alto Santo)                      |  |
| 57ª    | 2012 | Maracanã (Maracanaú)                          | Alto Santo (Alto Santo)                      |  |
| 58ª    | 2013 | Crateús (Crateús)                             | Horizonte (Horizonte)                        |  |
| 59ª    | 2014 | Mombaça (Mombaça)                             | Crateús (Crateús)                            |  |
| 60ª    | 2015 | Horizonte (Horizonte)                         | Pague Menos (Fortaleza)                      |  |
| 61ª    | 2016 | Horizonte (Horizonte)                         | Tianguá (Tianguá)                            |  |
| 62º    | 2017 | Horizonte (Horizonte)                         | Mombaça (Mombaça)                            |  |
| 63ª    | 2018 | Horizonte (Horizonte)                         | Pague Menos (Fortaleza)                      |  |
| 64ª    | 2019 | Ceará (Fortaleza)                             | Eusébio (Eusébio)                            |  |
| 65ª    | 2020 | Ceará (Fortaleza)                             | BNB/Guerreirinhos (Fortaleza)                |  |
| 66ª    | 2021 | Ceará (Fortaleza)                             | Pires Ferreira (Pires Ferreira)              |  |
| 67ª    | 2022 | Ceará (Fortaleza)                             | Jijoca (Jijoca de Jericoacoara)              |  |
| 68ª    | 2023 | São João do Jaguaribe (São João do Jaguaribe) | Itarema (Itarema)                            |  |
| 69ª    | 2024 | São João do Jaguaribe (São João do Jaguaribe) | Fortaleza (Fortaleza)                        |  |
| 70ª    | 2025 | - ( - )                                       | - ( - )                                      |  |

## Títulos por equipe
| Clube                            | Cidade                | Títulos |
| -------------------------------- | --------------------- | --- |
| Sumov                            | Fortaleza             | 22 (1970, 1971, 1972, 1976, 1977, 1978, 1980, 1981, 1982, 1983, 1984, 1985, 1987, 1991, 1992, 1993, 1994, 1995, 1996, 1997, 1998 e 2000) |
| América                          | Fortaleza             | 8 (1957, 1958, 1964, 1965, 1966, 1967, 1968 e 1969)                                                                                      |
| Ceará                            | Fortaleza             | 7 (2003, 2004, 2005, 2019, 2020, 2021 e 2022)                                                                                            |
| Horizonte                        | Horizonte             | 6 (2009 , 2010, 2015, 2016, 2017 e 2018)                                                                                                 |
| São João do Jaguaribe            | São João do Jaguaribe | 2 (2023 e 2024) |
| AFAGU Russas                     | Russas                | 2 (2006 e 2011) |
| Camocim Clube                    | Camocim               | 2 (2001 e 2002) |
| Círculo Militar                  | Fortaleza             | 2 (1988 e 1989) |
| Francisco Lorda                  | Fortaleza             | 2 (1959 e 1960) |
| Vargas Filho                     | Fortaleza             | 2 (1956 e 1975) |
| AABEC                            | Fortaleza             | 1 (1986) |
| ADG Granja                       | Granja                | 1 (2007) |
| Arsul                            | Fortaleza             | 1 (1979) |
| Banfort                          | Fortaleza             | 1 (1990) |
| Crateús                          | Crateús               | 1 (2013) |
| Fortaleza                        | Fortaleza             | 1 (2008) |
| Frifort                          | Fortaleza             | 1 (1973) |
| Jacarecanga                      | Fortaleza             | 1 (1963) |
| Maracanã                         | Maracanaú             | 1 (2012) |
| Grêmio Lítero-Esportivo Ypiranga | Fortaleza             | 1 (1962) |
| Iguatu                           | Iguatu                | 1 (1999) |
| Moisés Pimentel                  | Fortaleza             | 1 (1961) |
| Mombaça                          | Mombaça               | 1 (2014) |
| Orós                             | Orós                  | 1 (1974) |

## Sequências de títulos

### Octacampeonatos
- Sumov: 1 vez (1991-92-93-94-95-96-97-98)

### Hexacampeonatos
- Sumov: 1 vez (1980-81-82-83-84-85)
- América: 1 vez (1964-65-66-67-68-69)

### Tetracampeonatos
- Ceará: 1 vez (1980-81-82-83-84-85)
- Horizonte: 1 vez (2015-16-17-18)

## Competições relacionadas
- Taça Brasil de Futsal
- Copa Metropolitana de Futsal
- Intermunicipal de Futsal do Estado do Ceará